# Francisca Puertas Figueroa
Pour les articles homonymes, voir Puertas (homonymie).
Francisca Puertas Figueroa est une attaquante internationale chilienne de rink hockey. 

## Palmarès
En 2016, elle participe au championnat du monde.